# Ignacio Morón
Ignacio Morón González (Padul, Granada, 1 de octubre de 1971) es un ciclista y atleta español.
Siempre practicó deporte amateur sin embargo no empezó a practicarlo de manera semi-profesional hasta los 25 años. A los 25 compró su primera bicicleta de montaña animado por un amigo para hacer “salidas semanales”. Después de solo dos meses con la bici hizo su primera carrera, llegó 5º de 60 inscritos. Esto hizo que se animara correr en las pruebas de la federación, ya ese mismo año realizó varios pódium a nivel provincial y en 1998 ganó el circuito venciendo en 5 de las 12 carreras del circuito en categoría elite.
La carrera que tiene para él un especial recuerdo es de la Sierra Nevada Límite (enlace roto disponible en Internet Archive; véase el historial, la primera versión y la última)., por el reto que supone una carrera tan dura sobre todo de la tercera edición que contó con 140km y que supuso su 3.ª victoria absoluta consecutiva.
Desde que comenzara a competir en 1996 y tras hacer infinidad de kilómetros por carretera (coche) y por senderos (bici) además de algunas cicatrices se ha traído para su tierra estos resultados, los últimos dos años en atletismo donde también ha destacado.

## Resultados

### Bicicleta de montaña
- 4 veces campeón circuito diputación bici de montaña categoría Elite (1998-2004)
- 3 veces campeón de Granada categoría Elite
- 2 victorias en copa de Andalucía categoría Elite
- 3º Campeonato Andalucía categoría Elite (Granada 2004)
- 3º Campeonato Andalucía equipos categoría Elite (Granada 2004)
- 11 Clasificado absoluto campeonato España maratón (Álava 2004)
- Campeón Andalucía maratón categoría Master 30 (Córdoba 2005)
- 2 veces Subcampeón de España categoría Master 30 (Vigo y Caudete)
- 4 victorias en copa de España categoría Master 30 (Madrid, Oviedo, Avilés y Almería)
- 58º clasificado (3.er español) en Copa del Mundo Maratón en categoría profesional consiguiendo puntos UCI (Gran Canaria 2008).
- 3 veces campeón absoluto Sierra Nevada Límite.
- 1.er clasificado absoluto Ibiza Extrem 2006.

### Duatlón
- Campeón categoría absoluta prueba copa Andalucía (Alfacar 2008)
- Campeón prueba Copa Andalucía categoría absoluta (Coin 2008)
- Subcampeón España categoría absoluta (Puertollano 2008)
- Tercer clasificado campeonato España categoría absoluta (Puertollano 2009)
- Campeón por equipos del Tristar Desafío Doñana (Huelva 2009)
- 5º Clasificado campeonato España (Cáceres 2010)

### Atletismo
- Tercer clasificado absoluto Subida Veleta la carrera más dura del mundo 2009
- 1.er Clasificado media maratón subida Pto. Ragua 2010
- 3.er Clasificado absoluto copa España KM vertical Sierra Nevada 2011
- Campeón Andalucía absoluto KM vertical en Sierra Nevada 2011
- 2.ª Clasificado absoluto Subida Veleta 2011
- 1.er Clasificado carrera nocturna Atarfe 2011
- Campeón España maratón categoría Master 40 (Gran Canaria 2012)
- 3.er Clasificado Absoluto Maratón de Gran Canaria 2012
- Ganador de la I EDICION De la ultra trail de SIERRA NEVADA 2014
- Record subida Playa Granada al Pico Mulhacen en 2015, 7 horas 26 min.
- Campeón de Andalucía kilómetro vertical años 2014 y 2015
- Campeón de Granada Carreras por Montaña años 2014 y 2015
- Segundo en su categoría de duathlon european championshimp 2020